# Pfingstsymposion München
Das Pfingstsymposion München ist ein internationales Forum, das seit 1990 in München stattfindet und durch die neue Musik inspiriert wird. Durch jährliche Veranstaltungen ermöglicht es den interdisziplinären Austausch unter Experten aus Musik, Kunst, Wissenschaft und Gesellschaft unter Teilnahme einer interessierten Öffentlichkeit.
Das Pfingstsymposion München greift zeitgemäße und aktuelle Themen auf. Es ermöglicht in philosophischer Betrachtung durch den Diskurs unterschiedlicher Disziplinen neue Erkenntnisse. Einsichten werden aus den Ebenen sinnlicher Wahrnehmung, Wissenschaft und Lebenswelt gewonnen.

## Veranstaltungsform
Mit Methoden wie Vorträgen, Konzerten, Performances und Workshops gehen die Anwesenden des Pfingstsymposions an drei Tagen von Freitag bis Sonntag vor dem Pfingstmontag der jeweils gesetzten Fragestellung nach. Teilnehmende sollen in ihren persönlichen Gedanken zu neuen Schlüssen angeregt werden.
Das Pfingstsymposion München wird in Zusammenarbeit mit der Hochschule für Musik und Theater München, dem Orff-Zentrum München, der Echtzeithalle e.V. und klang im turm durchgeführt, der Tauschring München ist assoziiert. Das Kulturreferat der Landeshauptstadt München ist Mitveranstalter. Das Pfingstsymposion München hat keine kommerzielle Zielsetzung und wird mit Fördergeldern und Sponsoring realisiert.

## Ursprung
Initiatorin und Veranstalterin des Pfingstsymposion München ist Ulrike Trüstedt. Als Komponistin für life elektronische Musik, Konkrete Musik sowie Performance und Klanginstallation gelang ihr 1990 der Gedankensprung, den interdisziplinären Dialog von der neuen Musik aus zu initiieren.
Als Vorreiter dieses Ansatzes knüpft das Pfingstsymposion München an die Wissenskultur vor dem Zeitalter der Aufklärung an. In der Antike wie auch im Mittelalter ging man von der Grundbildung der septem artes liberales aus. Diese Interdisziplinarität war einer fachinternen Spezialisierung und der zunehmenden Ausgrenzung von Wissensbereichen wie der Musiktheorie gewichen.

## Themen und Teilnehmer
- 1990: Pause – Thomas Macho
- 1991: EbenenWechsel – Walter Zimmermann
- 1992: Der Fehler – Roland Geitmann
- 1993: Ekstase und Maß – Niels Birbaumer, Anna Gourari
- 1994: Feiern – das Lächeln der Zeit – Joëlle Léandre
- 1995: Ein Hauch von Glück – Pinchas Lapide, Birgitta Trommler
- 1996: Vom souveränen Hören – Klaus von Bismarck, Fátima Miranda
- 1997: Aus dem einfachen Grund – Helmut Lachenmann
- 1998: Jetzt Wohin? Musik als Fahrzeug – Valeri Scherstjanoi, Dieter Schnebel
- 1999: Ein Lied in allen Dingen? – Wolfgang Lipp, Fritz Ostermayer
- 2000: Das Ganze_ein Stück – Helga de la Motte-Haber
- 2001: Schöpfungslust – Anna Clementi
- 2002: Das Neue – Moritz Eggert
- 2003: Die freie Musik_Szene
- 2004: Stimme stimmt gestimmt – Theo Geißler
- 2005: Neugier aufs Ende? – Von der Kunst des Aufhörens – Peter Gülke
- 2006: Das Lachen – mitten im Ernst der neuen Musik? – Siegfried Mauser, Wilhelm Killmayer
- 2007: Die Magie des Schönen – Peter Michael Hamel, Bazon Brock
- 2008: Der leere Raum – Friedrich Kittler, Fabio Romano
- 2009: Gefühl – Ludger Brümmer, Piano possibile
- 2010: Warten – Pascal Dusapin, Heiner Stadler
- 2011: Geheimnis – Constanze Kurz, Wolfgang von Schweinitz
- 2012: Spiel – Nikolaus Brass, Winnie Forster
- 2013: wahr-nehmen – Atac Sezer
- 2014: ohrendenken – Carola Bauckholt